# 佐藤有文
佐藤 有文（さとう ありふみ、1939年5月27日 - 1999年）は、日本の怪奇作家・オカルト研究者。秋田県大館市出身。父親は作家の佐藤鉄章。茨城大学中退、「まらりあ」同人会会員。
茨城大学在学中から「水戸文学」「青い水」といった同人誌に「赤い血」「リボンが慾しい」などの小説を発表。1967年には「アポリア」に「蟷螂」を発表。
1969年から『小学四年生』などの児童雑誌に児童向けの読み物を書き始める。1970年代には、当時流行していた怪奇系児童書を主に手がける。特に妖怪や悪魔に関するものを多数執筆しているが、著書の解説には資料としての正確性において疑問が呈される内容が多いことでも知られている。フランシスコ・デ・ゴヤの絵画「我が子を食らうサトゥルヌス」に対して「ポルトガルの食人鬼ゴール」と解説を付けたり、フェリシアン・ロップスの絵画「毒麦の種を蒔くサタン」に対して「スウェーデンの妖怪・投げ捨て魔人」等と作品と全くの無関係な解説を付けたりするなどが、その代表例である。と学会による書籍『トンデモ本の逆襲』では、生い立ちや執筆時の状況などが紹介されている。

## 主な著書
- 『絵ときこわい話 怪奇ミステリー』（学習研究社、ジュニアチャンピオンコース） 1971
- 『なぞ驚異 世界のなぞ世界のふしぎ』（学習研究社、ジュニアチャンピオンコース） 1971
- 『世界のミステリー』（大陸書房）1972
- 『いちばんくわしい日本妖怪図鑑』（立風書房、ジャガーバックス） 1973
- 『いちばんくわしい世界妖怪図鑑』（立風書房、ジャガーバックス） 1973
- 『怪奇! 日本ミステリー図鑑 写真で見るミステリー怪奇100』（立風書房、ジャガーバックス） 1983
- 『脅威! 世界の超能力者』（立風書房、ジャガーバックス） 1974
- 『恐怖と怪奇の世界 吸血鬼百科』（講談社、ドラゴンブックス）1974
- 『きみも悪魔博士になれる 悪魔全書』（講談社、ドラゴンブックス）1974
- 『心霊界の不思議に挑戦する 霊魂ミステリー』（講談社、ドラゴンブックス）1975
- 『20世紀最後のなぞに挑戦する 四次元ミステリー』（講談社、ドラゴンブックス）1975
- 『幽霊のAからZまでわかる 日本幽霊百科』（講談社、ドラゴンブックス）1975
- 『ミステリーゾーンを発見した 四次元博物館』（ベストセラーズ、ワニ文庫）1976
- 『お化けの図鑑 妖怪がとび出す』（ベストセラーズ、ワニの豆本）1978
- 『四次元ミステリーガイド にっぽん怪奇地帯』（ワニブックス、ワニの本）1978
- 『世界怪奇シリーズ 妖怪大図鑑』（黒崎出版）1978
- 『妖怪大図鑑』（小学館、ビッグコロタン）1987
- 『謎の四次元ミステリー 地球の中の不思議ゾーン』（青春出版社、青春BEST文庫）1990
- 『妖怪大全科 世界の妖怪モンスターと悪魔のすべて』（秋田書店）1991